# Thomas Duff
Thomas John Duff (1792-1848) est un architecte irlandais né dans la ville (devenue aujourd’hui cité) de Newry, dans le comté de Down. Duff a été conçu de nombreuses églises pour l’Église catholique romaine, dont principalement trois cathédrales du nord-est de l’Irlande.
Il a réalisé trois églises ayant un rôle cathédrale ou assimilé, toutes dédiées à saint Patrick : la procathédrale Saint-Patrick de Dundalk (inspiré de la King's College Chapel de Cambridge), la cathédrale Saint-Patrick-et-Saint-Colman de Newry et la cathédrale catholique Saint-Patrick de Armagh. Duff a également conçu l’école Saint-Patrick à Belfast, la première École nationale de la ville et le dernier bâtiment néogothique restant dans la ville.

## Cathédrales réalisées

### La cathédrale de Newry
La cathédrale Saint-Patrick-et-Saint-Colman de Newry a été construite entre 1823 et 1829, et fut la première église catholique érigée après l’émancipation des catholiques.

### Cathédrale catholique d’Armagh

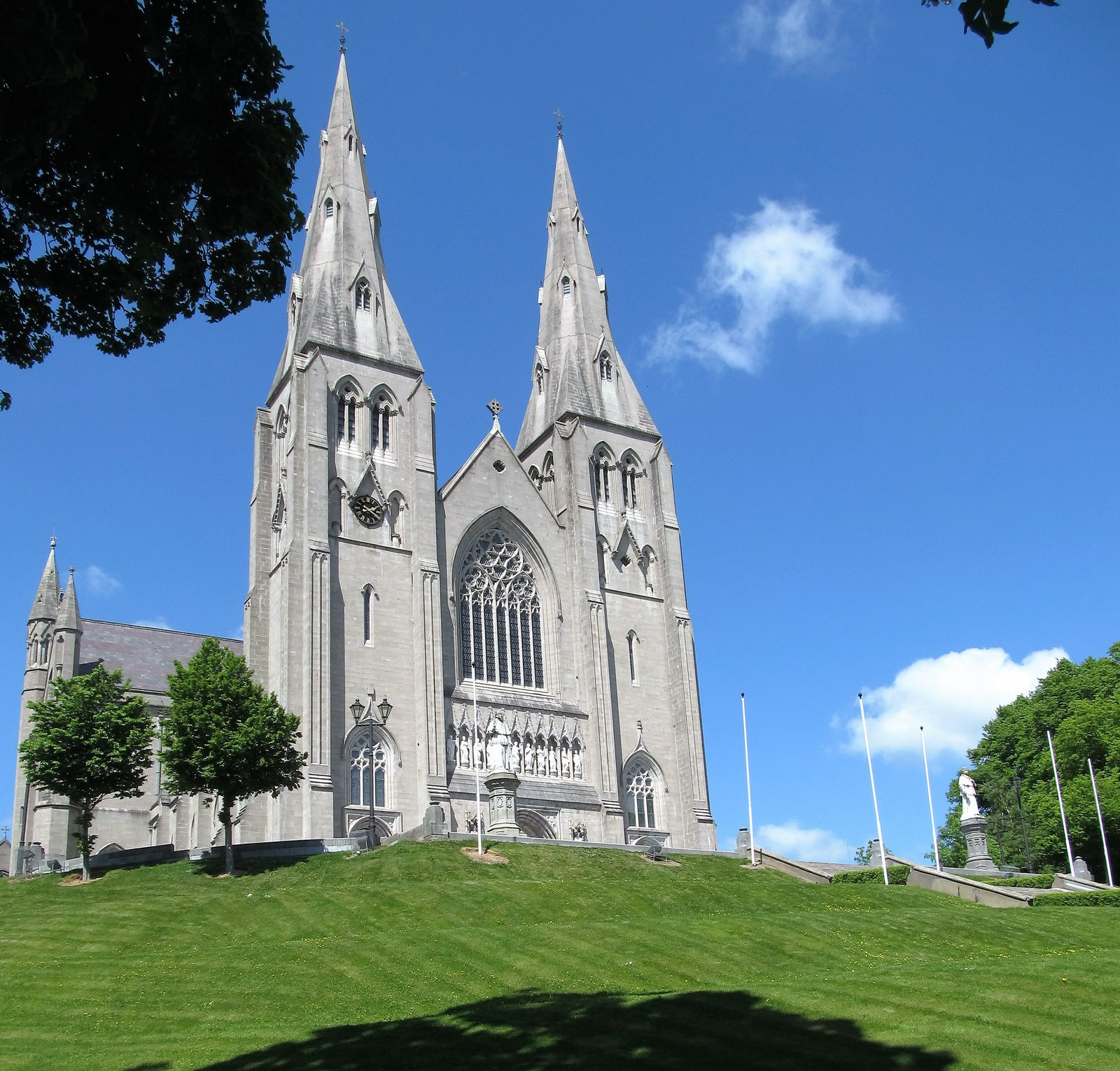
Cathédrale catholique Saint-Patrick d’Armagh.

La cathédrale catholique Saint-Patrick d’Armagh est commencée en 1840, mais son édification est suspendue durant la Grande famine. Duff meurt avant que le chantier n’ait repris, et la construction reprend en 1854 sous la direction de James Joseph McCarthy (en), qui termine le projet dans un style gothique décorée par opposition au gothique du XVIe siècle utilisé par Duff lors de la construction des murs. Cela permet à la cathédrale d’être construite suivant deux styles, la limite étant à hauteur des collatéraux.onduit à la situation, plus familière dans les églises gothiques authentique, où la cathédrale a été construite dans un style à des allées et un style différent au-delà de ce point,.

### Cathédrale Saint-Patrick de Dundalk
La cathédrale Saint-Patrick de Dundalk était également en cours de construction à la mort de Duff, et a ainsi été accompli par McCarthy (en).

## Source
- (en) Cet article est partiellement ou en totalité issu de l’article de Wikipédia en anglais intitulé « Thomas Duff » (voir la liste des auteurs).